# Palenque de San Basilio
Pour les articles homonymes, voir Palenque.
Palenque de San Basilio ou San Basilio de Palenque est un village situé dans les contreforts des Montes de María au nord de la Colombie.
En 2005, « L’espace culturel de Palenque de San Basilio » était proclamé « chef-d'œuvre du Patrimoine Oral et Immatériel de l'Humanité » par l'UNESCO.

## Histoire

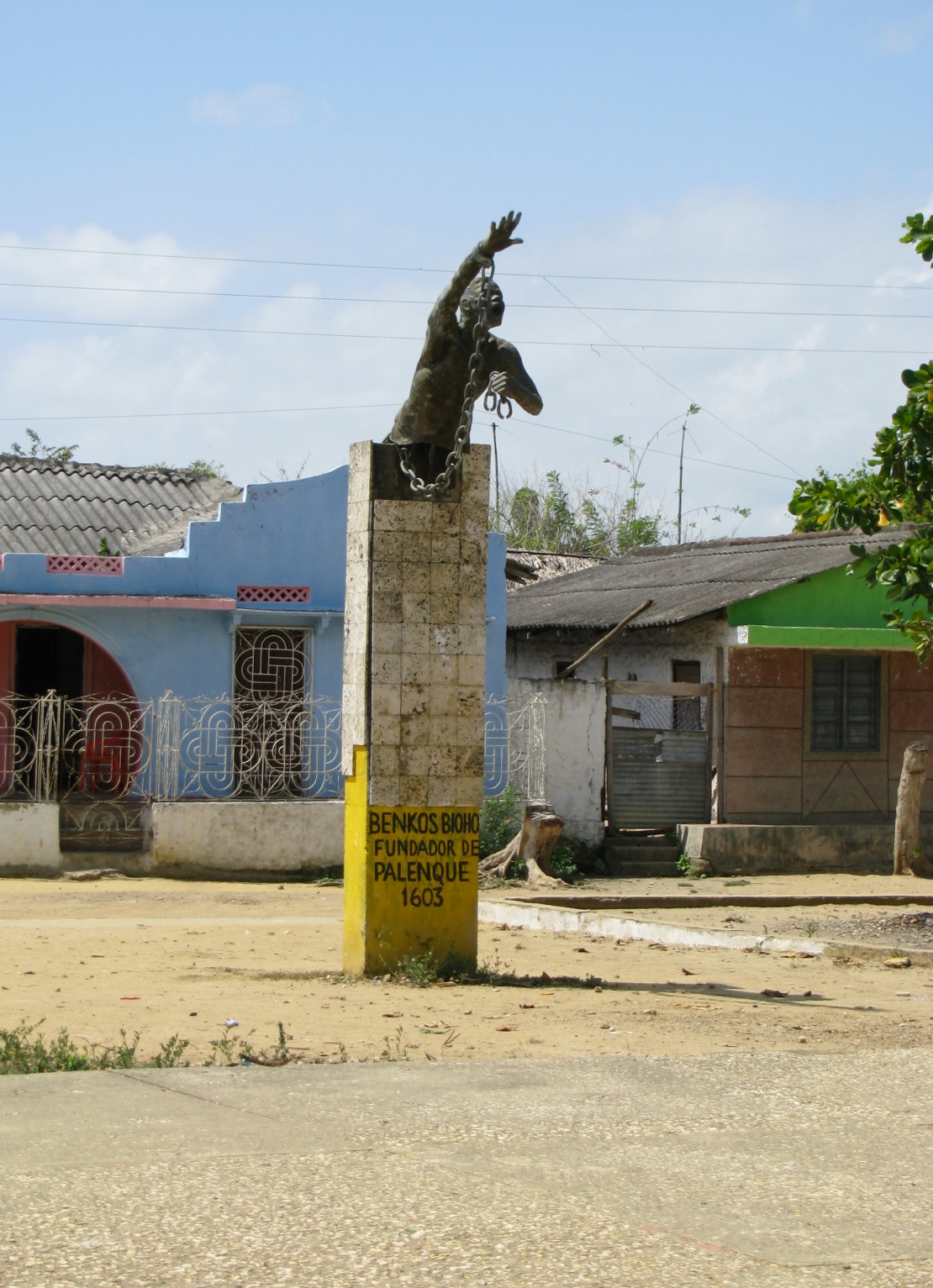
Statue de Benkos Biohó sur la place principale de Palenque

Le village de Palenque de San Basilio, qui compte près de 3 500 habitants, est situé dans les contreforts des Montes de María, à 70 kilomètres au sud de Carthagène, la capitale régionale. Ce territoire fait partie de la municipalité de Mahates (Bolívar). 
Palenque de San Basilio, fondé par un roi africain nommé Benkos Biohó, est l’un des villages fortifiés appelés palenques. Ceux-ci ont été créés au XVIIe siècle par des esclaves fugitifs cherchant refuge. Au terme d’années de guerres contre les Espagnols, la couronne ibérique, en 1713, leur a accordé la liberté et des terres par un traité qualifié d’« entente cordiale »[réf. nécessaire].
Pendant la colonisation, le terme palenque était utilisé pour les établissements politiquement structurés de noirs, esclaves marrons. Ces colonies disposaient de leurs propres modes de gouvernement et d’organisation sociale. Parmi les nombreux palenques qui ont existé, seul San Basilio a survécu jusqu’à nos jours, devenant ainsi un espace culturel unique. Il sera ainsi proclamé « chef-d'œuvre du patrimoine oral et immatériel de l'humanité » en 2005 par l'UNESCO puis inscrit sur la liste représentative du patrimoine culturel immatériel de l'humanité.
Palenque de San Basilio est habité principalement par des Afro-Colombiens qui sont les descendants directs des esclaves africains amenés par les Espagnols lors de la colonisation des Amériques et qui ont préservé leurs traditions héréditaires.

## Culture
L’espace culturel de Palenque de San Basilio recouvre des pratiques sociales, médicales et religieuses ainsi que des traditions musicales et orales qui ont pour la plupart des racines africaines. L’organisation sociale de la communauté est fondée sur les réseaux familiaux et sur des groupes d’âges appelés ma-kuagro. L’appartenance au kuagro crée entre les membres du groupe un ensemble de droits et de devoirs et se caractérise par une forte solidarité interne. Des tâches quotidiennes et des événements particuliers sont effectués par tous les membres du kuagro.
Les rites funéraires et les pratiques médicales complexes témoignent de systèmes spirituels et culturels distinctifs dans lesquels s’inscrivent la vie et la mort. Des expressions musicales comme le Bullernenge sentado, Son palenquero, le Son de negro, la chalupa ou la chalusonga accompagnent les célébrations collectives, telles que les baptêmes, les mariages et les fêtes religieuses, ainsi que les loisirs. Ainsi, une des spécificités du Palenque est la cérémonie du lumbalú, rite funèbre d'origine bantoue qui regroupe des chants de femmes, des danses et des percussions aux rythmes d'une grande complexité. Ce rituel religieux se tient lors des funérailles et au cours des neuf jours et neuf nuits suivants l’enterrement.
L’une des originalités de Palenque de San Basilio est sa langue. Le palenquero est le premier signe de l’identité du village. Ainsi, ses habitants se différencient du reste des Colombiens et des Afro-Colombiens. La langue palenquera est également appelée suto ce qui veut dire « à nous »[réf. nécessaire].
C’est la seule langue créole des Amériques à associer une base lexicale espagnole et des caractéristiques grammaticales des langues bantoues autochtones du continent africain,. Cependant, la langue de Palenque de San Basilio a souffert de l’ouverture du village. Actuellement ce n’est plus le canal privilégié de communication entre les villageois qui utilisent plutôt le castillan, la langue étant surtout parlée par les anciens[réf. nécessaire]. Pendant les années 1980, le suto est même entré dans un processus de disparition qui a été stoppé car la langue créole fait désormais partie du cursus scolaire[réf. nécessaire].
L’espace culturel de Palenque est menacé non seulement par les changements économiques qui touchent les modes locaux de production, mais aussi par le conflit armé colombien entre les forces paramilitaires colombiennes et les groupes de guérillas locaux. Par ailleurs, hors de Palenque, les habitants sont souvent victimes de discrimination et de préjugés qui provoquent un rejet de leurs valeurs culturelles.